# Leroy Dixon

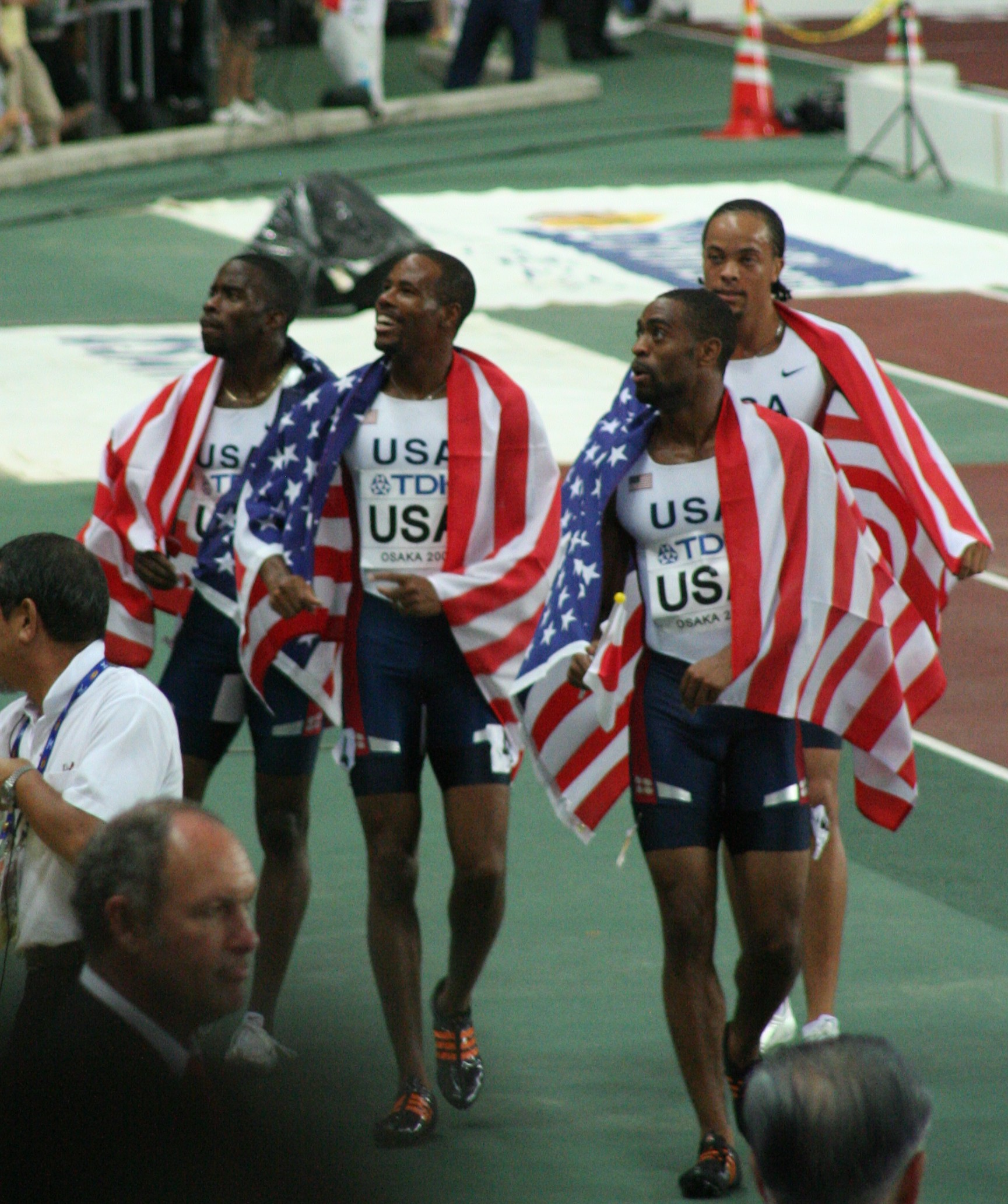
Leroy Dixon (links) mit der Weltmeisterstaffel 2007

Leroy Dixon (* 20. Juni 1983 in South Bend, Indiana) ist ein US-amerikanischer Leichtathlet.
Den bisher größten Erfolg seiner Karriere feierte er als Mitglied der US-amerikanischen 4-mal-100-Meter-Staffel. Bei den Leichtathletik-Weltmeisterschaften 2007 in Osaka gewann er gemeinsam mit Darvis Patton, Wallace Spearmon und Tyson Gay die Goldmedaille in der Weltjahresbestzeit von 37,78 s vor den Staffeln aus Jamaika und Großbritannien.
Bei den Hallenweltmeisterschaften 2008 in Valencia erreichte er im 60-Meter-Lauf das Halbfinale. Bei den US-amerikanischen Ausscheidungswettkämpfen (Trials) für die Olympischen Spiele 2008 in Peking stellte er in der Viertelfinalrunde eine neue persönliche Bestzeit von 10,02 s auf. Als Gesamtsechster der Trials verpasste er jedoch schließlich die Qualifikation für die Olympiamannschaft.
Leroy Dixon hat bei einer Körpergröße von 1,78 m ein Wettkampfgewicht von 72 kg. Er wird von John Smith trainiert.

## Bestleistungen
Freiluft
- 100 m: 10,02 s, 28. Juni 2008, Eugene
- 200 m: 20,44 s, 25. Juni 2006, Indianapolis

Halle
- 60 m: 6,56 s, 24. Februar 2008, Boston
- 200 m: 21,26 s, 11. Februar 2006, Fayetteville